# Jalen Mayfield
Jalen Mayfield (Grand Rapids, Míchigan, 23 de mayo de 2000) es un jugador profesional estadounidense de fútbol americano que se desempeña en la posición de lineman en New York Giants, equipo de la National Football League (NFL).

## Carrera
Fue seleccionado en la tercera ronda en la Reunión Anual de Selección de Jugadores de la NFL de 2021. Hizo su debut profesional con el equipo Atlanta Falcons, en el cual jugó tres temporadas (2021-2023), luego pasó a New York Giants, donde lleva jugando una temporada.